# Euploea obscura
Euploea obscura är en fjärilsart som beskrevs av Arnold Pagenstecher 1894. Euploea obscura ingår i släktet Euploea och familjen praktfjärilar. Inga underarter finns listade i Catalogue of Life.